# Cantonul Montech
Cantonul Montech este un canton din arondismentul Montauban, departamentul Tarn-et-Garonne, regiunea Midi-Pyrénées, Franța.

## Comune
- Bressols
- Escatalens
- Finhan
- Lacourt-Saint-Pierre
- La Ville-Dieu-du-Temple
- Montbartier
- Montbeton
- Montech (reședință)
- Saint-Porquier